# 皮下組織
皮下組織（subcutaneous tissue，hypodermis，subcutis）即临床医学中的浅筋膜（superficial fascia），是脊椎動物的皮膚系統最下層。皮下组织是位于真皮深面（网织层下方）和深筋膜浅面之间，由疏松结缔组织和脂肪组织组成的组织层。
皮下组织使皮肤具一定活动性，其可作为一个天然的缓冲垫，能缓冲外来压力（缓冲），同时还是热的绝缘体（保温），能够蓄积脂肪（储能）。除脂肪外，皮下组织另含有丰富的皮血管、淋巴管、皮神经、皮肌（附着于皮肤薄而宽的骨骼肌）、汗腺（外泌汗腺、顶泌汗腺）和毛囊。
皮下組織源自中胚層，在皮下組織中發現的細胞類型是纖維母細胞、脂肪細胞和巨噬細胞。對於某些動物，皮下組織非常重要。如鯨魚和冬眠的哺乳動物將其作為絕緣層，或是用來儲存營養。在節肢動物中，皮下組織指的是分泌幾丁質的表皮細胞層。
英语 hypodermis 也用于指位於植物表皮正下方的一層細胞，汉语称为下皮或皮下层。對於某些植物，下皮經常被強化，例如在松葉中形成保護層，或儲存水分。

## 構造
- 纖維將皮膚固定在深肌膜上
- 膠原蛋白和彈性蛋白纖維將其附著於真皮上
- 眼瞼、陰蒂、陰莖、陰囊，以及大部分的耳廓缺少脂肪
- 通往真皮層的血管
- 從真皮出發的淋巴管
- 汗腺的腺體部分，乳腺則完全在皮下組織的範圍內（改良的頂漿腺）
- 皮膚神經和游離神經末梢
- 毛囊根部
- 肥大細胞
- 皮下脂肪是皮肤中厚度最大、体积最大的组织，占人体质量的5~35%，它是一层厚实柔软的乳白色组织，厚度在5~50mm之间，能够缓冲，保温，储存能量，覆盖并保护着肌肉

## 臨床意義

### 皮下注射
由於皮下組織具有大量的血管，因此會迅速吸收藥物，為胰島素之類藥物的給藥途徑之一。皮下注射被認為是施用某些藥物（例如人類生長激素）的最有效方法。正如皮下組織可以儲存脂肪一樣，由於血液流動受限，它可以為需要逐步釋放的藥物提供良好的儲存空間。